# New Glacier
New Glacier är en glaciär i Antarktis. Den ligger i Östantarktis. Nya Zeeland gör anspråk på området. New Glacier ligger 396 meter över havet.
Terrängen runt New Glacier är huvudsakligen kuperad, men den allra närmaste omgivningen är bergig. Havet är nära New Glacier åt nordost. Trakten är obefolkad. Det finns inga samhällen i närheten. 